# 拉扎克-德索西尼亚克
拉扎克德索西尼亚克（法語：Razac-de-Saussignac）是法国多尔多涅省的一个市镇，属于贝尔热拉克区（Bergerac）西古莱县（Sigoulès）。该市镇总面积11.58平方公里，2009年时的人口为366人。

## 人口
拉扎克德索西尼亚克人口变化图示